# 17 (liczba)
17 (siedemnaście) – liczba naturalna następująca po 16 i poprzedzająca 18.
Liczba 17 jest liczbą pierwszą.
Carl Friedrich Gauss udowodnił, że można przy użyciu cyrkla i linijki skonstruować wielokąt foremny o 17 kątach (siedemnastokąt foremny).
W symbolice Sklawinów i skandów miała poczesne miejsce. W runicznych kalendarzach podkreślana podwójnie. We Włoszech uważana za pechową na zasadzie: 17 = XVII = vixi = „żyłem” = „już nie żyję”. W języku francuskim jest jedną z trzech liczb z nazwą zawierającą cząstkę „dix-” i zapisywana jest jako dix-sept łącząc w sobie dziesięć (dix) i siedem (sept).
Jedną z własności tej liczby jest to, że stanowi ona sumę pierwszych czterech liczb pierwszych i sama jest liczba pierwszą:
(2 + 3 + 5 + 7 = 17).
Stanowi ona także sumę cyfr swojego sześcianu: {\displaystyle 17^{3}=4913} oraz {\displaystyle 4+9+1+3=17.}
17 jest trzecią liczbą Fermata.

## 17 w nauce
- liczba atomowa chloru
- obiekt na niebie Messier 17
- galaktyka NGC 17
- planetoida (17) Thetis

## 17 w kalendarzu
17. dniem w roku jest 17 stycznia. Zobacz też co wydarzyło się w 17 roku p.n.e. i 17 roku n.e.